# 前田豊
前田 豊（まえだ ゆたか、1915年9月25日 - 1997年1月11日）は、日本のバレーボール選手（日本代表）、指導者。バレーボール日本男子代表監督、バレーボール日本女子代表初代監督、日本バレーボール協会副会長、国際バレーボール連盟（FIVB）副会長、アジアバレーボール連盟会長、日本体育協会理事、日本文化出版創業・社長など多くの要職に就き“バレー界の天皇”とも言われた。戦後日本のバレーボールの、国際舞台での活躍と底辺の広がり、両輪の発展に大きな役割を果たしたバレーボール指導者、日本のバレーボール育ての親。広島県佐伯郡廿日市町地御前（現廿日市市）出身。
全国家庭婦人バレーボール連盟（ママさんバレー）名誉会長を務めた前田琴子は妻、JOCマーケティング副委員長などを務めた元電通社員・前田実は長男、イトーヨーカドープリオール監督などを務めた前田健は三男。

## 来歴

### 戦前・戦中
広島第二中学校（現・広島県立広島観音高校）、早稲田大学では、当時の9人制の後衛・バックセンターとして長崎重芳らと明治神宮体育大会、日本選手権などで日本一を経験した。早大時代に全日本に選ばれ、極東選手権大会などで活躍した。
1938年、大学卒業後に日本バレーボール協会理事に就任し、旧制・東京中村高等女学校の教師、バレーボール部監督に赴任、以降女子バレーボールの指導畑を歩んでいった。前田はフェイント作戦を編み出し、1939年秋から1947年6月に自身が退職するまで、同校は国体、全日本女子総合選手権大会などの公式戦で149連勝を記録、女子バレー発展の礎を築いた。
また東西対抗戦で東軍チームの監督を務めて、高橋哲雄率いる西軍チームと競い合って新戦術を創出、バレーボールの技術的水準を高めた。近代バレーボールを確立した人物の一人である。戦時中は特攻隊隊員となったが生命は助かり、「どうせ死んだ身」とバレーボール指導者として生きていく決意をした。

### 戦後
戦後は復興した日本バレーの代表的指導者として活躍し、坂上光男、長崎重芳と共に三大指導者とも言われた。日本バレーボール協会の幹部としても、西川政一会長や岡田英雄、今鷹昇一、坂上、長崎らと日本バレーの舵取り役を担った。
終戦から二年後の1947年、日本バレーボール協会の機関誌として『月刊バレーボール』の前身『VOLLEYBALL』誌を創刊。バレーボールが日本復興の一助になることに執念を燃やす。また「バレーボールなら低身長の日本人でも守備を強化すれば世界で勝つチャンスがある」と早くから訴え日本バレーの強化を進めた。1941年にネットを低くしてホールディングの判定をやや甘くした改正ルールを戦後も前田が主張したが、これは戦後バレーボールが発展した切っ掛けの一つといわれる。1952年『VOLLEYBALL』誌を全国の書店に一般流通させるため、日本文化出版株式会社を設立。
1954年、全日本男子監督。1955年、40歳で日本バレーボール協会の理事長となり実務のトップとなると、老若男女誰でも楽しめる「百万人のバレーボール」を提唱し、将来のあり方を明確に描いて活動、バレーボールの競技人口拡大に尽力した。
1957年、本場の6人制を学ぶため団長として9人制育ちのメンバーでチームを編成し、モスクワの第3回世界青年友好大会に臨み、初めて直に6人制に接する。この遠征はその後の日本バレー発展の鍵となった。帰国後、前田は坂上光男監督、長崎重芳コーチと共に6人制を強く主張、翌1958年、日本バレーボール協会は6人制を基本方針として取り上げることを決定した。現場は混乱し6人制と9人制の二つの協会を作るなどの対立が生まれたが、理事長として奔走した。1959年、東京オリンピック開催（1964年）決定を受け、日本バレー界あげての強化方針が確立され、前田を中心に強化本部を結成し一致協力しての努力が開始された。1960年、日本オリンピック委員会(JOC)国際連盟役員・特別競技委員会委員、国際バレーボール連盟(FIVB)常任理事。同年、日本バレーが初めて国際舞台に進出した第3回女子世界選手権（リオデジャネイロ）に於いて全日本女子バレーボールチームを初代監督として率い、ソ連に次ぐ2位となり銀メダルを獲得した。男子、女子両方の全日本監督を務めた唯一の人物である。
その後、男女ナショナルチーム（全日本男子、全日本女子）の強化に精力的に取り組み、日本をバレーボール一流国へ引き上げる推進力となった。
1963年、日本体育協会理事、東京オリンピック強化本部長(兼入場券割り当て担当)に就任。女子チームの強化を大松監督に一任させたり、日紡貝塚（日紡）に拮抗できるチームを強化させるなどの方針を打ち出す。日紡と長年のライバルだった倉紡や鐘紡、ヤシカの選手を結集させ選抜チームを編成、このチームと日紡を戦わせ、どちらを全日本とするかでバレー人気を煽り、これをマスコミが“巌流島の決闘”などと騒ぎたてさらにバレーの注目度を高めた。大松とは揉めたものの、結果的にこの対決に二連勝し全日本となった日紡の強化に繋げた。
同年12月、東京オリンピックから正式種目となったバレーボールのアジア予選がインドのニューデリーで行われたが、男子の開幕戦で国際オリンピック委員会(IOC)に加盟したばかりの北朝鮮と韓国の南北対決がいきなり実現。しかし北朝鮮側が主審が日本人では公正さを損なうとクレームを付けた。北朝鮮はソ連のバレーボールの影響を受けていたが、韓国のバレーボールは日本との人的交流も盛んで日本のバレーボール関係者と親しい間柄であった。この北朝鮮側のクレームを、当時国際バレーボール連盟（FIVB）常任理事としてアジア地域の総監督の任を帯びていた前田が一蹴させた。
1964年、東京オリンピックではバレーの不参加国が多く、特に女子バレーは開催が危ぶまれたが、この運営に夜も徹して折衝を重ねた。また男子バレーに於いても、早くから松平康隆の指導者としての能力を買い、コーチ、監督に抜擢して男子バレーのステップアップに繋げた。前田自身も、男女両チームの総監督を務めた。
1967年、二度目の全日本女子監督。同年、電通社員だった実子・前田実とともに全国家庭婦人バレーボール連盟（ママさんバレー）全国大会を創設。ブラザー、ヤクルトと話をまとめて、朝日新聞社の共催を取り付け1970年、第1回全国大会に漕ぎつけた。
東京オリンピック後の1968年のメキシコオリンピックでは、実施競技から一旦外されたバレーボールを、同年の国際オリンピック委員会（IOC）総会で再審議させ復活させた。

### 東京オリンピック後
この後は、日本スポーツ界全体のリーダーの一人としても活躍。1972年、日本で初めて行われた冬季オリンピック札幌大会では、冬季オリンピックに実績が無い日本チームの強化に1966年から五ヵ年計画を立て強化を進めた。オリンピックの日本選手団の役員は、習慣で日本スポーツ界の中核を成してきた陸上・水泳が中心を占めてきたが、バレーボール界として初めてメキシコ、ミュンヘン両オリンピックで役員・選手団総監督に就く異例の出世を遂げた。メキシコでは主要競技の不振はあったが、金メダル獲得数は前回に続く世界第3位を確保し男女バレーボールも銀、ミュンヘンでは男子バレーボールチームを金メダルに導き、総監督としても面目を保った。
アジアバレーボール連盟や女子の世界選手権の発展にも貢献。バレーボールは当時共産圏の国が強く、ボイコット問題など運営は困難を伴ったが、この時代の前田理事長・今鷹副理事長コンビの獅子奮迅の活躍ぶりは、日本、アジア、ひいては世界のバレーボールの発展に大きく寄与した。
共産国の国名呼称問題で多くの国が開催を返上し、急遽日本で初めて開催される事になった1967年の第5回女子世界選手権では、NHKと意思の疎通を欠いて絶縁され、テレビ放映がNET（現・テレビ朝日）となった。「アマチュア団体が金でスポーツを売った」と激しく叩かれ、さらに相次ぐボイコットでお客も集まらず大会は失敗に終わった。のちにNHKとは和解をした。この時の責任を取って副会長（日本バレーボール協会）になったのを始め、注目度を増したバレーボール界に於いて、アマチュア問題などつどつど起こる世論からの批判で役名は変えたが仕事はあまり変わらず、日本バレーボール界の最高責任者の地位を長く保った。激務からか根回し工作に若干の不備はあったものの他の人ではうまくいかない面があり、1970年の今鷹急逝後は前田-松平ラインでその地位を保った。
アジアバレーボールのリーダーとして中国ともスポーツを通じて早くから交流、中国のチーム作りに積極的に協力した。1970年には、日中国交回復前に政治に先んじて、全日本男女チームの中国遠征を団長として率いスポーツ外交を成功させ、日本バレーボール界の歴史的1ページとした。中国ではいまなお「基礎作りに力を貸してくれた恩人」として大松とともにその功績を高く評価している。
1970年から始まった「全国高等学校バレーボール選抜優勝大会（春高バレー）」は、それまで高校選手の強化面で問題があったことを憂いた前田と松平康隆（当時協会副理事長）が創設に奔走し、高校野球に匹敵するアマチュアスポーツ事業を実施したいというフジサンケイグループと前田との初会合を経て創設が決まったもの。1972年ミュンヘンオリンピック直後に起こった金メダリスト全日本男子の"アマチュア騒動"で引責辞任したが、その後協会財政のジリ貧、バレー人気、さらにモントリオールオリンピック(1976年)、日本で初開催することになったバレーボールワールドカップ(1977年)など、重要問題に対処するため1975年専務理事に復帰。大古誠司の全日本復帰問題など諸問題がまた持ち上がったが、ワールドカップでは協会側の担当責任者・実行委員会委員長として運営に奔走、フジテレビの運営の巧さもあって大会が大盛況に終わり、ワールドカップ日本恒久開催に繋げた。ワールドカップの成功は、日本バレーボール協会が国際バレーボール連盟の中枢を占める切っ掛けとなった。戦後日本のバレーボールの隆盛は前田の努力に負うところが大である。
1976年から1983年まで国際バレーボール連盟副会長（のち終生名誉副会長）。1977年から1985年までアジアバレーボール連盟会長。その後は、これらの要職を腹心の松平に序々にバトンタッチし、一線を退いた。
情報誌『imidas2001』（集英社）の「20世紀を創った人々550」では、バレーボールの分野で大松博文、猫田勝敏と並んで3人のうちの1人に数えられ、「日本のバレーボールの普及・発展に長年にわたり貢献した功労者。日本のバレーボールの育ての親といっても過言でない」と評されている。

## 受賞歴
- 1987年、藍綬褒章
- 1985年、朝日体育賞
- 1987年、勲三等瑞宝章

## 著書
- 『百万人のバレーボール』、報知新聞社、1961年
- 『バレーボール』、旺文社、1978年
- 『前田豊のバレーボール 290のポイント』、日本文化出版
- 前田豊、松平康隆、豊田博『図説バレーボール事典』講談社、1967年。